# Cryphia viridis
Cryphia viridis là một loài bướm đêm trong họ Noctuidae.